# Jarikaba Airstrip
Jarikaba Airstrip is een landingsstrook in Jarikaba bij Paramaribo in Suriname.
Er zijn meerdere maatschappijen die op Jarikaba vliegen. Er zijn lijnvluchten naar Zorg en Hoop Airport in Paramaribo. 
De ondergrond van de landingsbaan bestaat voor 350 meter uit asfalt en 260 meter gras.